# Raúl Martín Romero
Raúl Martín Romero (11 de agosto de 2001) es un deportista español que compite en karate, en la modalidad de kata en categorías júnior y sénior.

## Trayectoria
Desde infante ha participado en competencias nacionales y representado a España en torneos internacionales. 
Comenzó a practicar kárate desde su infancia influenciado por su hermana. A los tres años inicio la práctica del deporte en el colegio Gregorio Canella de Villalbilla. Luego a los seis años, se matriculó   en un club de artes marciales de Coslada bajo la dirección del entrenador Manuel Capetillo Blanco. A los ocho años, ganó el Campeonato de la ciudad de Madrid y tercero en España. Un año después, obtuvo el primer lugar en el Campeonato de España, repitiendo este logro en tres ocasiones. 
En 2015, a la edad de once años, fue convocado por la selección infantil de España, para representar a su país en el Campeonato del Mundo juvenil realizado en Indonesia, en esta oportunidad logró el tercer lugar. En 2018, obtuvo el segundo lugar en la Copa del Mundo categoría Júnior y logró obtener el título de Karate 1 Youth League realizado en Venecia Italia. Este mismo año participó en categoría sénior, y obtiene el subcampeonato en la Liga Nacional Sénior.
Además, ganó dos medallas en el Campeonato Mundial de Karate, en los años 2021 y 2023, y cinco medallas en el Campeonato Europeo de Karate entre los años 2021 y 2025.

## Palmarés internacional
| Campeonato Mundial | Campeonato Mundial   | Campeonato Mundial | Campeonato Mundial |
| Año                | Lugar                | Medalla            | Prueba             |
| ------------------ | -------------------- | ------------------ | ------------------ |
| 2021               | Dubái (EAU)          | Medalla de plata   | Equipo             |
| 2023               | Budapest (Hungría)   | Medalla de bronce  | Equipo             |
| 2024               | Pamplona (España)    | Medalla de bronce  | Equipo             |
| Campeonato Europeo |                      |                    |                    |
| Año                | Lugar                | Medalla            | Prueba             |
| 2021               | Porec (Croacia)      | Medalla de plata   | Equipo             |
| 2023               | Guadalajara (España) | Medalla de plata   | Equipo             |
| 2024               | Zadar (Croacia)      | Medalla de plata   | Equipo             |
| 2025               | Ereván (Armenia)     | Medalla de oro     | Equipo             |
| 2025               | Ereván (Armenia)     | Medalla de plata   | Individual         |